# Katy Clark
Kathryn Sloan (Katy) Clark, baronessa Clark of Kilwinning (ur. 3 lipca 1967 w Ayrshire) – brytyjska polityk i prawniczka, działaczka Partii Pracy, w latach 2005–2015 posłanka do Izby Gmin, par dożywotni.

## Życiorys
Kształciła się w Kyle Academy w Ayr. W 1990 ukończyła studia prawnicze na University of Aberdeen. Kwalifikacje zawodowe uzyskała w 1991 na Uniwersytecie Edynburskim. Od 1992 praktykowała jako solicitor, od końca lat 90. była prawniczką w związku zawodowym UNISON.
W 1985 wstąpiła do Partii Pracy. W 1997 po raz pierwszy bezskutecznie kandydowała do Izby Gmin. Mandat deputowanej uzyskała w 2005 w okręgu wyborczym North Ayrshire and Arran. Sprawowała go przez dwie kadencje do czasu swojej wyborczej porażki w 2015. W tym samym roku objęła funkcję sekretarza politycznego nowego lidera laburzystów Jeremy'ego Corbyna.
W 2020 otrzymała tytuł baronessy Clark of Kilwinning i jako par dożywotni zasiadła w Izbie Lordów. W 2021 uzyskała także mandat deputowanej do Parlamentu Szkockiego.